# خالد بابا
خالد إسماعيل علي بابا (مواليد 6 سبتمبر 1996) سباح بحريني.
ظهر في دورة الألعاب الأولمبية الصيفية 2012 في لندن وذلك كجزء من الفريق الأولمبي في البحرين حيث شارك في سباق 100 متر فراشة للرجال حيث سجل زمن 1:04:05 ونتيجة لذلك كسر رقمه القياسي الشخصي البالغ 1:05:09.

## روابط خارجية
- خالد بابا على موقع أوليمبيديا (الإنجليزية)